# ويكيبيديا الإسبانية
ويكيبيديا الإسبانية (بالإسبانية: Wikipedia en español)‏ هي إصدارة اللغة الإسبانية من موسوعة ويكيبيديا، تاريخ إطلاقها كان في 20 مايو 2001، وفي يونيو 2009 أصبح لديها أكثر من 450,000 مقالة كتاسع أكبر ويكيبيديا.

## معلومات
- تحتل ويكيبديا الإسبانية المرتبة الثانية بعدد المستخدمين المسجلين في ويكبيديا بأكثر من 1,583,653 مستخدم.[2]

## مسار التقدم
- 4 أغسطس 2013، عدد المقالات 1,035,235.